# Фукоза
Фукозата е хексоза, дезокси захар с шест въглеродни атома и алдехидна функционална група. Среща се в N-свързаните гликани по повърхността на клетките на бозайници, насекоми, растения; основен компонент на полизахарида фукоидан. Има доказателства, че алфа 1→3 свързана фукоза е отговорният антиген за IgE-медиираната алергия.
Две структурни различия отличават фукозата от другите шест-атомни захариди при бозайниците: липсата на хидроксилна група при шестия въглероден атом (C6) и L-конфигурацията.
При фукоза съдържащите гликани, фукозата може да бъде терминалната модификация или да служи като място за залавяне на други захариди.
При човешките N-свързани гликани, фукозата най-често е свързана чрез α-1,6 връзка към редуциращия край, бета-N-ацетилглюкозамин. Фукоза свързана чрез α-1,2 към галактоза формира H антигенът, прекурсор на A и B кръвно груповите антигени.
Фукозата се разгражда от ензима алфа-фукозидаза.